# Mareanske, Apostolove
Mareanske (în ucraineană Мар`янське) este o comună în raionul Apostolove, regiunea Dnipropetrovsk, Ucraina, formată numai din satul de reședință.

## Demografie
Componența lingvistică a satului Mareanske
     Ucraineană (93,81%)
     Rusă (5,57%)
     Alte limbi (0,35%)
Conform recensământului din 2001, majoritatea populației satului Mareanske era vorbitoare de ucraineană (93,81%), existând în minoritate și vorbitori de rusă (5,57%).